# Die Reklamation
Die Reklamation (рус. «Жалоба») — дебютный студийный альбом немецкой группы Wir sind Helden, выпущенный 7 июля 2003 года лейблом Labels, дочерней компанией EMI. В Германии было продано более 800 тысяч копий альбома, и он стал четырежды платиновым. Альбом вышел после ограниченного сольного альбома Kamikazefliege солистки группы Юдит Олофернес, который уже включал два трека из этого альбома: «Aurélie» и «Außer dir».

## Критика
| Оценки критиков | Оценки критиков |
| Источник        | Оценка          |
| --------------- | --------------- |
| Allmusic.com    | [ 2 ]           |
| Laut.de         | [ 3 ]           |
| Kulturnews.de   | [ 4 ]           |

Альбом имел успех у критиков. laut.de дал ему пять баллов из пяти, назвав его «идеальным саундтреком для городского лета». Издание описывает текст как «потрясающую и чертовски умную», а вокалистку Юдит Олофернес — как «одну из самых умных и забавных женщин нашего времени». Сайт kulturnews.de также похвалил тексты и оригинальность альбома, назвав Wir sind Helden достойным преемником таких групп новой немецкой волны, как Nena.

## Коммерческий успех
Альбом занял второе место в немецком альбомном чарте, третье место в Австрии и 38-е место в Швейцарии. Только в Германии было продано более 800 000 копий альбома, и он стал трижды платиновым. Альбом остаётся одним из самых успешных немецких альбомов за всю историю (19-е место в чартах). Ему удалось продержаться в немецком чарте альбомов в общей сложности 94 недели, что сделало его альбомом, который оставался в этом чарте дольше всех.
С альбома было выпущено четыре сингла: «Guten Tag», «Müssen nur wollen», «Aurélie» и «Denkmal». В 2004 году вышла новая версия альбома с красной обложкой под названием «Die rote Reklamation» (рус. «Красная жалоба»). Это ограниченная версия включала в себя официальные видеоклипы всех четырёх синглов и два короткометражных фильма о группе.

## Награды
Wir sind Helden были удостоены трёх наград ECHO в 2004 году, связанных с их дебютным альбомом, что сделало их самой успешной группой того года.
- Лучший маркетинг (для EMI)
- Лучший отечественный видеоклип (за клип на песню «Müssen nur wollen»)
- Лучший новичок страны (радио-премия)

## Список композиций
| №                   | Название                           | Длительность |
| ------------------- | ---------------------------------- | ------------ |
| 1.                  | «Ist das so?»                      | 3:04         |
| 2.                  | «Rüssel an Schwanz»                | 4:54         |
| 3.                  | «Guten Tag»                        | 3:35         |
| 4.                  | «Denkmal»                          | 3:17         |
| 5.                  | «Du erkennst mich nicht wieder»    | 4:56         |
| 6.                  | «Die Zeit heilt alle Wunder»       | 4:09         |
| 7.                  | «Monster»                          | 3:48         |
| 8.                  | «Heldenzeit»                       | 4:23         |
| 9.                  | «Aurélie»                          | 3:33         |
| 10.                 | «Müssen nur wollen»                | 3:35         |
| 11.                 | «Außer dir»                        | 3:41         |
| 12.                 | «Die Nacht»                        | 4:20         |
| 13.                 | «Wir sind’s, Helden» (бонус-видео) |              |
| Общая длительность: | Общая длительность:                | 47:15        |

| №  | Название                                                  | Длительность |
| -- | --------------------------------------------------------- | ------------ |
| 1. | «Wir sind’s, Helden» (расширенная версия)                 |              |
| 2. | «Die Zeit heilt alle Wunder» (короткометражный видеоклип) |              |
| 3. | «Guten Tag» (видеоклип)                                   |              |
| 4. | «Müssen nur wollen» (видеоклип)                           |              |
| 5. | «Aurélie» (видеоклип)                                     |              |
| 6. | «Denkmal» (видеоклип)                                     |              |